# 敦煌葉蟎
敦煌葉蟎（学名：Tetranychus dunhuangensis）为蛛形綱恙蟎目葉蟎科葉蟎屬之下的一個物種，有重要的經濟地位，因為牠們對農作物有高度危險，會影響棉花和玉米的收成。